# Daniel Scioli

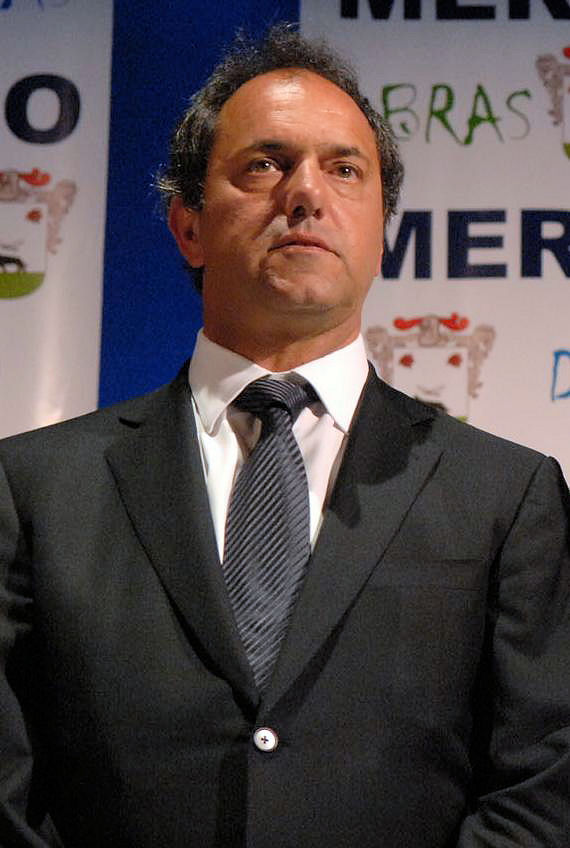
Daniel Scioli (2008)

Daniel Osvaldo Scioli ([daˈnjel ˈsjolj] ; * 13. Januar 1957 in Buenos Aires) ist ein argentinischer Politiker und ehemaliger Motorsportler. Von 2003 bis 2007 war er Vizepräsident von Argentinien. Von 2007 bis 2015 war er Gouverneur der bevölkerungsreichsten Provinz Buenos Aires. Von 2020 bis 2024 war er argentinischer Botschafter in Brasilien, unterbrochen durch eine knapp zweimonatige Tätigkeit als Minister für produktive Entwicklung im Kabinett Fernández im Jahr 2022. Seit 2024 ist er Staatssekretär für Tourismus, Umwelt und Sport im Kabinett Milei.

## Biografie
Scioli entstammt einer Unternehmerfamilie. Er studierte Marketing an der Universidad Argentina de la Empresa (UADE) in Buenos Aires. 1986 begann er eine Karriere als Motorbootrennfahrer. 1989 verlor er nach einem schweren Unfall im Delta des Río Paraná einen Arm. Er konnte dennoch mit Hilfe einer Prothese weiter seinen Sport erfolgreich ausüben und gewann bis zu seinem Rückzug 1997 acht Weltmeistertitel in Offshore-Klassen.
Von 1997 bis 2001 war er Abgeordneter für den Partido Justicialista (Peronisten) im argentinischen Abgeordnetenhaus. Zwischen 2003 und 2007 war er unter Néstor Kirchner Vizepräsident Argentiniens und qua amt Präsident des Senats. 2007 wurde Scioli mit 48,24 % der gültigen Stimmen zum Gouverneur der Provinz Buenos Aires gewählt. 2011 gelang ihm die Wiederwahl, diesmal mit 55 % der Stimmen. Scioli war zwischen Juni 2009 und März 2010 Vorsitzender des Partido Justicialista und übte das Amt bis Mai 2014 in Vertretung des verstorbenen Néstor Kirchner aus.
Für die Präsidentenwahl in Argentinien am 25. Oktober 2015 galt Scioli als aussichtsreicher Kandidat der Frente para la Victoria (FPV), das linkszentristische Wahlbündnis „Front für den Sieg“ Kirchners. Im ersten Wahlgang erreichte er die meisten Stimmen, musste sich aber in der folgenden notwendigen Stichwahl Mauricio Macri geschlagen geben.
Am 10. Dezember 2015 gab er sein Amt als Gouverneur an seine Nachfolgerin María Eugenia Vidal ab.
2020 wurde er von Präsident Alberto Fernández als argentinischer Botschafter in Brasilien entsandt. Im Juni 2022 holte der Präsident ihn kurzfristig als Minister für produktive Entwicklung (Ministro de Desarrollo Productivo de la Nación) in sein Kabinett. Scioli trat damit die Nachfolge von Matías Kulfas an. Bereits am 2. August 2022 räumte er diese Position wieder, da sein Ressort dem neuen Wirtschaftsministerium unter Sergio Massa zugeordnet wurde. Scioli wurde daraufhin erneut Botschafter in Brasilien.
Javier Milei behielt Daniel Sciolo zunächst als Botschafter in Brasilien. Am 30. Januar 2024 brach Scioli mit seiner Mitgliedschaft im Partido Justicialista und schloss sich dem Kabinett Milei als Staatssekretär für Tourismus, Umwelt und Sport an.

## Politischer Standpunkt
In den 1990er Jahren sympathisierte Scioli mit der neoliberalen Politik Carlos Menems. Er gilt als unabhängiger „Kirchnerist“, der nicht allen von der Führungsriege der Frente para la Victoria entschiedenen Vorgaben zustimmt; er machte während seiner Amtszeit als Gouverneur mehrmals durch Gesten seine Unabhängigkeit von der Regierung unter Cristina Fernández de Kirchner deutlich. In einem Interview mit der Zeitung La Nación im Jahr 2011 beschrieb er sich als „moderater Peronist der Mitte“.
2024 erfolgte seine Abkehr von der peronistischen Opposition und er unterstützt seitdem die regierende libertäre Parteienkoalition La Libertad Avanza.